# شهرستان گوشنگ (هوبئی)
شهرستان گوشنگ (به انگلیسی: Gucheng County) یک شهرستان در چین است که در شیانگیانگ واقع شده‌است. شهرستان گوشنگ ۲٬۵۵۳ کیلومتر مربع مساحت و ۵۲۳٬۶۰۷ نفر جمعیت دارد و ۸۶ متر بالاتر از سطح دریا واقع شده‌است.